# Departamento do Tesouro dos Estados Unidos
O Departamento do Tesouro (USDT) é o departamento de finanças e tesouraria do governo federal dos Estados Unidos, onde funciona como um departamento executivo. O departamento supervisiona o Bureau of Engraving and Printing e a Casa da Moeda dos Estados Unidos. Essas duas agências são responsáveis pela impressão de toda a moeda fiduciária e pela fabricação de moedas, enquanto o Tesouro executa a circulação de moeda no sistema fiscal doméstico. Ele coleta todos os impostos federais por meio do Internal Revenue Service (IRS), gerencia os instrumentos de dívida do governo dos EUA, licencia e supervisiona bancos e instituições de poupança, e assessora os ramos legislativo e executivo sobre questões de política fiscal. O departamento é administrado pelo secretário do Tesouro, que é membro do Gabinete. O tesoureiro dos Estados Unidos tem funções legais limitadas, mas assessora o secretário em diversas questões, como a produção de moedas e cédulas. As assinaturas de ambos os oficiais aparecem em todas as cédulas do Federal Reserve.
O departamento foi estabelecido por uma Lei do Congresso em 1789 para gerenciar a receita do governo. O primeiro secretário do Tesouro foi Alexander Hamilton, que tomou posse em 11 de setembro de 1789. Hamilton foi nomeado pelo presidente George Washington a pedido de Robert Morris, a primeira escolha de Washington para o cargo, que havia recusado a nomeação. Hamilton estabeleceu o sistema financeiro inicial do país e foi uma figura importante na administração de Washington por vários anos. O departamento é comumente referido como "Treasury", sem qualquer artigo antecedente – um vestígio de transição do inglês britânico para o americano. O retrato de Hamilton aparece no anverso da nota de dez dólares, enquanto o Edifício do Tesouro em Washington, D.C. é retratado no reverso.

## História

### Criação do Tesouro

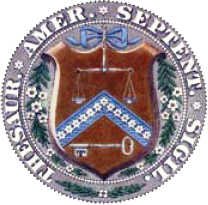
Selo original, datado de antes de 1968

O Primeiro Congresso dos Estados Unidos se reuniu na cidade de Nova Iorque em 4 de março de 1789, marcando o início do governo sob a Constituição dos Estados Unidos. Em 2 de setembro de 1789, o Congresso criou uma instituição permanente para a gestão das finanças do governo:
Seja decretado pelo Senado e pela Câmara dos Representantes dos Estados Unidos da América reunidos em Congresso, que haverá um Departamento do Tesouro, no qual estarão os seguintes oficiais: um Secretário do Tesouro, considerado o chefe do departamento; um Controlador, um Auditor, um Tesoureiro, um Registrador e um Assistente do Secretário do Tesouro, sendo que esse assistente será nomeado pelo referido Secretário.
Alexander Hamilton tomou posse como o primeiro secretário do Tesouro em 11 de setembro de 1789. Hamilton havia servido como ajudante de ordens de George Washington durante a Guerra Revolucionária Americana e foi uma figura influente na ratificação da Constituição. Sua habilidade financeira e gerencial o tornou uma escolha lógica para enfrentar o problema da pesada dívida de guerra da nova nação. Seu primeiro ato oficial como secretário foi submeter um relatório ao Congresso, no qual ele estabeleceu as bases para a saúde financeira do país.
Para surpresa de muitos legisladores, Hamilton insistiu na assunção federal e no pagamento da dívida do país de 75 milhões de dólares em uma base de dólar por dólar, com o objetivo de revitalizar o crédito público: "[A] dívida dos Estados Unidos foi o preço da liberdade. A fé da América foi repetidamente comprometida por ela, e com solenidades que conferem uma força peculiar à obrigação."  Hamilton previu o desenvolvimento da indústria e do comércio nos Estados Unidos, sugerindo que as receitas do governo fossem baseadas em tarifas de importação. Suas políticas financeiras sólidas também inspiraram o investimento no Banco dos Estados Unidos, que atuava como agente fiscal do governo.
O Departamento do Tesouro acredita que seu selo foi criado por Francis Hopkinson, o tesoureiro de empréstimos. Ele enviou contas ao Congresso em 1780 que autorizavam o design de selos para os departamentos, incluindo um selo para o Board of Treasury. Embora não seja certo que Hopkinson tenha projetado o selo, ele se assemelha muito a outros que ele criou.

### Década de 1860
Em 1861, Sophia Holmes se tornou a primeira mulher negra a ser empregada no Departamento do Tesouro e no governo federal dos Estados Unidos, quando o senador Henry Wilson, James G. Blaine e outros defenderam sua contratação como faxineira sob o secretário do Tesouro Francis E. Spinner. Ela recebia quinze dólares por mês. Em 1862, ela impediu um grande roubo no departamento de mais de 200.000 dólares, quando encontrou uma caixa cheia de moeda dos EUA, incluindo várias notas de mil dólares, e informou o secretário Spinner. O presidente dos EUA, Abraham Lincoln, subsequentemente a homenageou com uma recomendação por suas ações, e o governo federal a recompensou com uma nomeação vitalícia como mensageira no Departamento de Emissões.
Outra mulher contratada precocemente pelo Departamento foi Jennie Douglas, em 1862. Também recrutada por Spinner, Douglas às vezes é atribuída como a primeira mulher a ocupar uma posição nomeada no governo federal.

### Reorganização em 2003

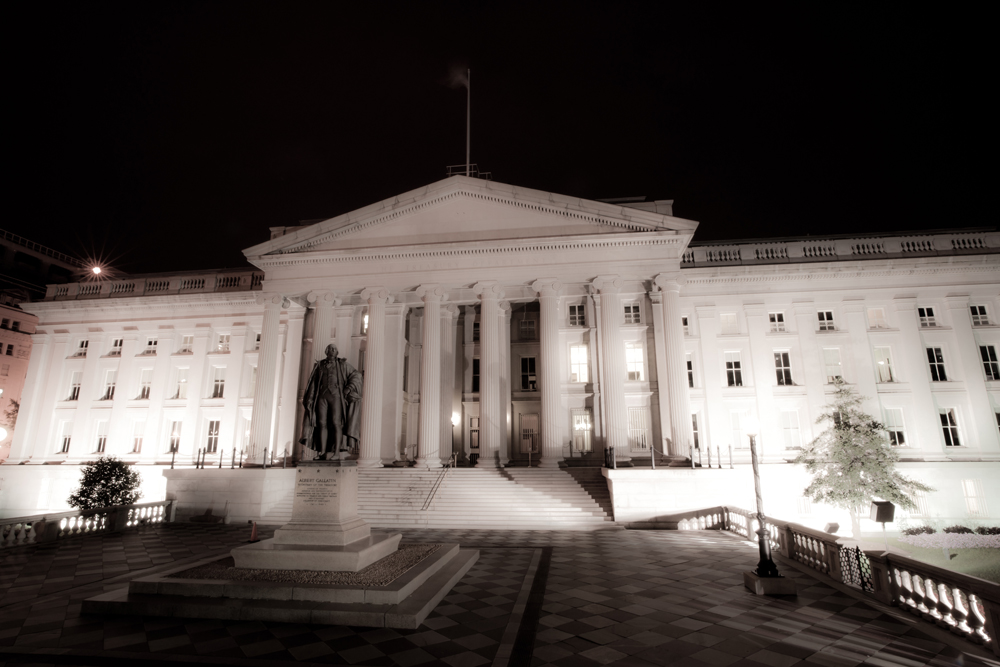
O Edifício do Tesouro na Avenida Pensilvânia 1500, NW em Washington, D.C.

O Congresso dos Estados Unidos transferiu várias agências que anteriormente estavam sob a jurisdição do Departamento do Tesouro para outros departamentos como consequência dos ataques de 11 de setembro. A partir de 24 de janeiro de 2003, a Agência de Álcool, Tabaco, Armas de Fogo e Explosivos (ATF), que havia sido um órgão do departamento desde 1972, foi amplamente reorganizado sob as disposições da Lei de Segurança Interna de 2002. As funções de aplicação da lei do ATF, incluindo a regulação do tráfico legítimo de armas de fogo e explosivos, foram transferidas para o Departamento de Justiça como o Bureau de Álcool, Tabaco, Armas de Fogo e Explosivos (BATFE). As funções regulatórias e de coleta de impostos do ATF relacionadas ao tráfico legítimo de álcool e tabaco permaneceram no Tesouro, em seu novo Bureau de Impostos e Comércio de Álcool e Tabaco (TTB).
A partir de 1º de março de 2003, o Centro de Treinamento de Aplicação da Lei Federal, o Serviço de Alfândega dos Estados Unidos e o Serviço Secreto dos Estados Unidos foram transferidos para o recém-criado Departamento de Segurança Interna ("DHS").

### Violação de dados de 2020
Em 2020, o Tesouro sofreu uma violação de dados após um ciberataque provavelmente realizado por um adversário de um Estado-nação, possivelmente a Rússia. Esse foi, na verdade, o primeiro caso detectado de uma violação de dados muito mais ampla no governo federal dos Estados Unidos em 2020, que envolveu pelo menos oito departamentos federais.

## Responsabilidades

### Funções básicas
As funções básicas do Departamento do Tesouro dos Estados Unidos incluem:
- Produzir toda a moeda e cédulas dos EUA;
- Coletar impostos, taxas e dinheiro pago e devido aos EUA;
- Pagar todas as contas do governo dos EUA;
- Gerenciar as finanças federais;
- Gerenciar as contas do governo (incluindo a Conta Geral do Tesouro) e a dívida pública dos Estados Unidos;
- Supervisionar os bancos nacionais e as instituições de poupança;
- Aconselhar sobre políticas financeiras, monetárias, econômicas, comerciais e fiscais nacionais e internacionais (a política fiscal é a soma dessas áreas);
- Aplicar as leis financeiras e fiscais federais;
- Investigar e processar os evasores fiscais;
- Publicar relatórios estatísticos.

No que diz respeito à estimativa de receitas para o ramo executivo, o Tesouro desempenha uma função paralela à do Escritório de Gestão e Orçamento para a estimativa de gastos para o ramo executivo, o Comitê Conjunto de Tributação para a estimativa de receitas para o Congresso, e o Escritório de Orçamento do Congresso para a estimativa de gastos para o Congresso.
De 1830 até 1901, a responsabilidade pela supervisão de pesos e medidas era realizada pelo Escritório de Pesos e Medidas sob os auspícios do Departamento do Tesouro. Após 1901, essa responsabilidade foi atribuída à agência que posteriormente se tornou o Instituto Nacional de Padrões e Tecnologia.